# Alceu Collares
Alceu Collares, nome completo Alceu de Deus Collares (Bagé, 12 maggio 1927 – Porto Alegre, 24 dicembre 2024), è stato un politico e avvocato brasiliano.

## Biografia
Laureato in legge all'Università federale del Rio Grande do Sul, esercitò per un periodo la professione legale.
Membro del Partito Democratico Laburista, fu sindaco di Porto Alegre (1986-89) e governatore del Rio Grande do Sul (1991-95).
Morì all'età di 97 anni il 24 dicembre 2024 a causa di una polmonite. In precedenza dovette fronteggiare anche un'embolia polmonare, un tumore e una forma grave di Covid-19.